# Toby Glacier
Toby Glacier är en glaciär i Kanada.   Den ligger i provinsen British Columbia, i den södra delen av landet, 3 100 km väster om huvudstaden Ottawa. Toby Glacier ligger 2 285 meter över havet.
Terrängen runt Toby Glacier är huvudsakligen bergig, men den allra närmaste omgivningen är kuperad. Trakten runt Toby Glacier är nära nog obefolkad, med mindre än två invånare per kvadratkilometer.. Det finns inga samhällen i närheten. 
Trakten runt Toby Glacier består i huvudsak av gräsmarker.